# Robert de Flers
Robert Pellevé de La Motte-Ango de Flers (ur. 25 listopada 1872 w Pont-l’Évêque, zm. 30 lipca 1927 w Vittel) – francuski dramatopisarz.
Był markizem. Od 3 czerwca 1920 r. był członkiem Akademii Francuskiej (fotel 5), a w 1921 r. został redaktorem Le Figaro. Napisał wiele komedii i wodewilów wspólnie z Gastonem de Caillavetem. Po śmierci Caillaveta w 1915 r. współpracował z Francisem de Croissetem, z którym napisał m.in. Les vignes du Seigneur (1923) i Nowi panowie (1925, wystawienie polskie 22 maja 1925 r. w Teatrze Polskim w Warszawie).
Komandor Legii Honorowej.